# Megalesia
Les Megalesia (Mégalésies) ou Megalensia étaient des fêtes accompagnées de jeux (ludi), de concours et de représentations théâtrales avec un caractère votif accentué, les Jeux mégalésiens (Ludi Megalenses, ou Megalesia ludi), que l'on célébrait dans la Rome antique en avril en l'honneur de Cybèle, la μϵγάλη ϑϵός (mégalè théos, grande déesse), d'où le nom de ces fêtes et de ces jeux.

## Origine
Devant les périls de la deuxième guerre punique, les Romains recherchèrent la protection de nouveaux dieux. En 204 av. J.-C., Scipion Nasica reçut donc la statue de Cybèle apportée de Pessinonte à Rome. Le jour de la réception de la déesse, le 4 avril, fut célébré par une magnifique procession (un lectisterne) et des jeux, et beaucoup de gens portèrent des dons à la déesse au sanctuaire de la Victoire, son hôtesse provisoire, sur le mont Palatin,,. La célébration annuelle de jeux scéniques ne débuta toutefois que treize ans plus tard, en avril 191, lorsque Marcus Iunius Brutus dédia le temple qu'on avait voué à Cybèle et dont on avait ordonné la construction en 203,. Il semble toutefois, d'après un autre passage de Tite-Live, que les Mégalésies s'étaient déjà tenues en 193.

## Fêtes
Les fêtes duraient sept jours, du 4 au 10 avril, date de la fête de Cybèle. Tout comme le mois de leur célébration, elles étaient remplies de réjouissances et de festins. Le 4 avril, on portait la statue de Cybèle en procession dans la ville, dans un vacarme tonitruant. À l'occasion de ces fêtes s'organisaient les « mutitationes cenarum », habitude religieuse que les patriciens romains avaient de s'inviter l'un l'autre à des banquets en l'honneur de la déesse, et pendant ces jours de fête, l'extravagance et la belle vie étaient probablement portées à un très haut niveau. C'est pourquoi en 161 av. J.-C. le Sénat romain prit un décret interdisant à tous de dépasser un certain plafond de dépenses.

## Jeux
À l'origine, les Jeux mégalésiens étaient purement scéniques, et non des jeux de cirque (ludi circenses). Ils avaient lieu devant le temple de la déesse, sur le mont Palatin, mais s'étendirent plus tard aux théâtres. Selon Valerius Antias, les premiers jeux scéniques de Rome remontent aux Mégalésies, c'est-à-dire en 193 ou en 191 av. J.-C.. Le jour prévu  pour la représentation de pièces de théâtre était le troisième du festival,. Les esclaves n'étaient pas autorisés à assister aux jeux, et les magistrats paraissaient en toge pourpre d'apparat, d'où l'expression Purpura Megalensis (pourpre mégalésien). Les jeux étaient sous la présidence des édiles curules, et l'on sait que quatre des pièces conservées de Térence ont été représentées aux Mégalésies. Comparant probablement les Jeux mégalésiens aux manifestations et aux jeux rudes et sanglants du cirque, Cicéron les juge « des plus chastes, solennels, religieux »,. Au début de l'Empire, le dernier jour, on donnait des courses de chevaux au Grand Cirque.